# Saint-Génard
Saint-Génard ist eine Ortschaft mit 351 Einwohnern (Stand: 1. Januar 2017) in der französischen Gemeinde Marcillé im Département Deux-Sèvres in der Region Nouvelle-Aquitaine (vor 2016 Poitou-Charentes).
Die früher selbstständige Gemeinde Saint-Génard wurde am 1. Januar 2019 mit Pouffonds zur Commune nouvelle Marcillé zusammengeschlossen. Sie hat seither den Status einer Commune déléguée. Sie gehörte zum Kanton Melle im Arrondissement Niort.

## Geographie

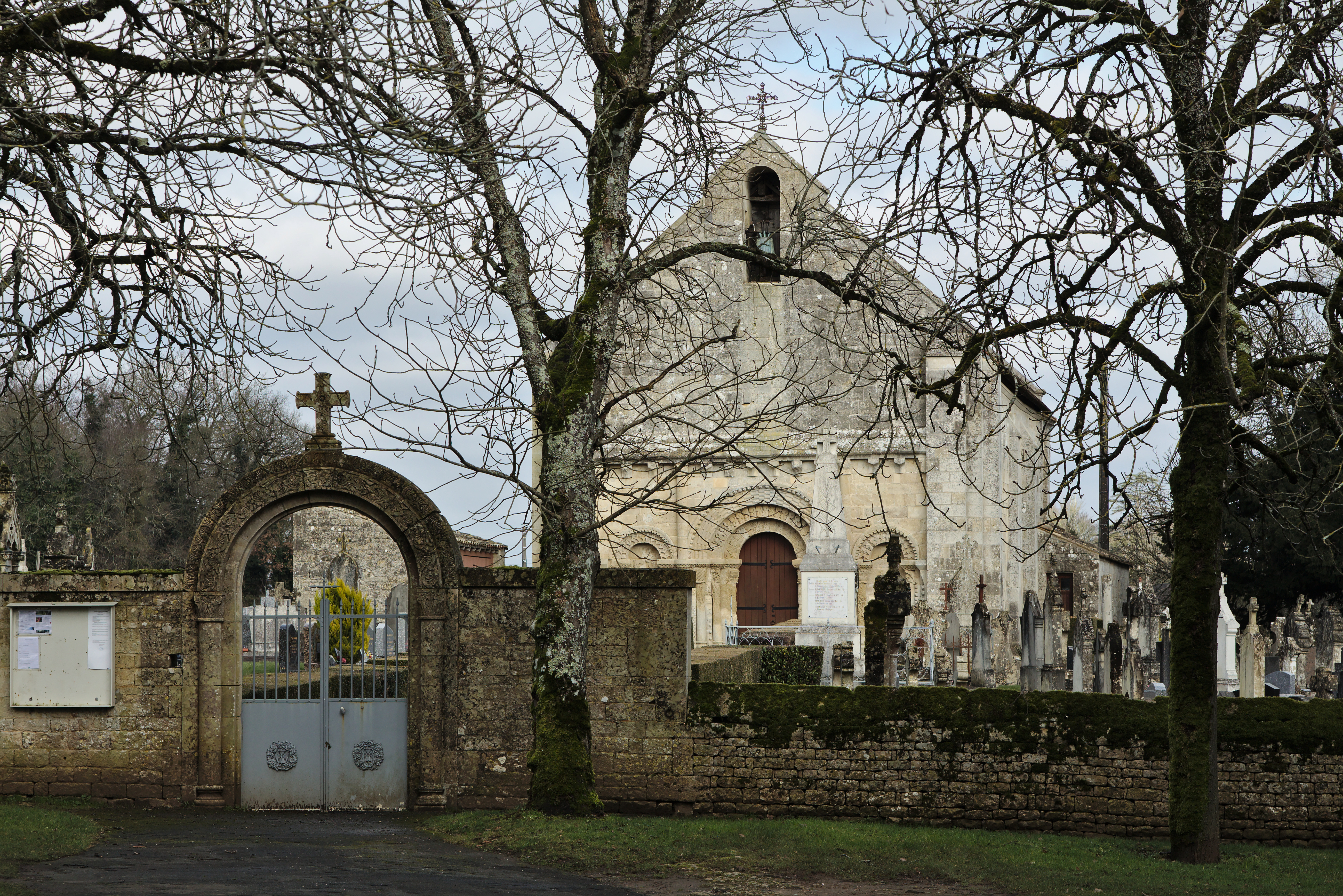
Kirche Saint-Génard

Saint-Génard liegt etwa 27 Kilometer südöstlich von Niort. Umgeben wurde die Gemeinde Saint-Génard von den Nachbargemeinden Melle im Norden und Nordwesten, Pouffonds im Norden, Chail im Osten und Nordosten, Sompt im Osten und Südosten, Tillou im Süden, Paizay-le-Tort im Westen und Südwesten, Mazières-sur-Béronne im Westen sowie Saint-Martin-lès-Melle im Nordwesten.

## Bevölkerungsentwicklung
| Jahr                      | 1962 | 1968 | 1975 | 1982 | 1990 | 1999 | 2006 | 2013 |
| ------------------------- | ---- | ---- | ---- | ---- | ---- | ---- | ---- | ---- |
| Einwohner                 | 397  | 365  | 340  | 308  | 325  | 330  | 322  | 357  |
| Quelle: Cassini und INSEE |      |      |      |      |      |      |      |      |

## Sehenswürdigkeiten
- Kirche Saint-Génard